# Schorsch Kamerun
Schorsch Kamerun, de son vrai nom Thomas Sehl, (né le 29 mai 1963 à Timmendorfer Strand, dans le Land de Schleswig-Holstein) est un chanteur, auteur, metteur en scène de théâtre, et gérant de club allemand.

## Biographie
Schorsch Kamerun a grandi à Timmendorfer Strand. Il vit à Hambourg depuis le début des années 1980, et entre-temps également à Munich. Il est l'un des membres fondateurs du groupe hambourgeois de punk rock Die Goldenen Zitronen en 1984 et en est toujours le chanteur. Parallèlement, il publie des albums solo comme Now: Sex Image, sorti en 1997 chez L'Âge d'or. 
Avec Rocko Schamoni, il gère également le Golden Pudel Club à Hambourg. Au milieu des années 1990, ils réalisent ensemble la série télévisée Pudel Overnight sur 3sat (qui est reconduite sous une forme modifiée en hiver 2001). Au cours du semestre d'hiver 2010-2011, il est professeur invité à l'Académie des beaux-arts de Munich, bien qu'il n'ait pas de diplôme de fin d'études.

### Théâtre
Kamerun est également actif en tant que metteur en scène et auteur de théâtre. Il a notamment mis en scène sa pièce Macht fressen Würde au Schauspielhaus de Zurich (première le 22 mai 2003), qui traitait de la montée du populisme de droite en Suisse, ainsi que le roman Die Palette de Hubert Fichte au Schauspielhaus de Hambourg (2000), et Eisstadt à la Volksbühne de Berlin (2005).
Sa pièce M.S. ADENAUER - Die erste antiautoritäre Staatsoper est réalisée le 6 mars 2009 au Schauspiel Köln,. En mai, il met en scène pour les Wiener Festwochen Bei aller Vorsicht, une promenade de vérification sous la direction de professionnels. Le 7 juillet 2009, sa mise en scène de Trouble in Tahiti de Leonard Bernstein se fait à la Bayerische Staatsoper sous la direction musicale de Kent Nagano. En octobre 2009, Concert zur Revolution, une pièce de théâtre musicale à l'occasion du 90e anniversaire de la République des Conseils de Munich, est jouée au Münchner Kammerspiele. En 2010, ses pièces Abseitsfalle (théâtre d'Oberhausen) et Vor uns die Sintflut (théâtre Thalia de Hambourg) suivent. Sur la base de ses pièces de théâtre, il a également écrit plusieurs pièces radiophoniques pour la WDR. Il y a fait ses débuts radiophoniques en 2003 avec la pièce Hanns Eisler (1898-1962) - Hollywood Elegien qui est nommée pour le Prix Italia. En 2007, il reçoit le Prix de la pièce radiophonique des aveugles de guerre pour sa pièce radiophonique Ein Menschenbild, das in seiner Summe ergeben Null. Durant la saison théâtrale 2007-2008, il met en scène son projet Biologie der Angst au Schauspielhaus de Zurich.
En décembre 2010, Kamerun lance une série de « soirées d'invention », un mélange de conversation, de concert et de performance. La première soirée, intitulée Holt mich hier raus, a lieu le 11 décembre 2010 dans la salle de jeu du Münchner Kammerspiele. Début mars 2012, il présente son projet, une « recherche musico-théâtrale » intitulée Die Verschwundenen von Altona, au Thalia-Theater de Hambourg. Le 5 octobre 2012, son installation-concert Sender Freies Düsseldorf a été présentée pour la première fois au Schauspielhaus de Düsseldorf, dans laquelle il s'intéresse à la communication moderne. En mars 2016, la première de Die disparate Stadt a lieu au Deutsches Schauspielhaus de Hambourg, une chronique des mouvements de résistance à Hambourg sous la forme d'une installation praticable avec jeu d'acteur, acrobatie, chant et lecture,. En juin 2019, à l'occasion du centenaire du Bauhaus, Das Bauhaus - Ein rettendes Requiem est présenté à la Volksbühne Berlin.

### Littérature
En mars 2016, le premier livre de Kamerun, Die Jugend ist die schönste Zeit des Lebens (Ullstein Verlag) paraît. Ce premier roman de Kamerun est bien accueilli par les médias et largement commenté dans les émissions germanophones.

## Discographie
- 1996 : Warum Ändern Schlief
- 1996 : Die Menschen aus Kiel (Remixe) (single vinyle)
- 1997 : Now: Sex Image
- 2000 : Schorsch Kamerun (sous le nom de Sylvester Boy) – Monsters Rule this World
- 2013 : Der Mensch lässt nach
- 2013 : Unabhängigkeit ist keine Lösung für moderne Babies

### Participations
- 1996 : Die Jugend ist die schönste Zeit des Lebens et Menschen haben keine Ahnung sur Bessere Zeiten klingt gut (L'Âge d'or)
- 1997 : Einverstanden sur Musik für junge Leute (L'Âge d'or)
- 2000 : Die Leute Vom Kiel (EC8OR Remix) sur Sauerkraut nicht Sushi (Let's Forget All About this) (L'Âge d'or)
- 2003 : So sehr (Turtlebay Country Club feat. Schorsch Kamerun) sur Müssen alle mit (Tapete Records)
- 2016 : Fugen im Parkett sur Anarchie und Alltag
- 2019 : Scheine in den Graben sur Der süße Duft der Widersprüchlichkeit (Wir vs. Ich) avec Kettcar

## Filmographie notable
- 1992 : Rollo Aller ! 2 (court métrage), (acteur, musique de film)
- 1994 : Swingpfennig/Deutschmark (téléfilm), (acteur)
- 1995 : Pudel Overnight (série télévisée), (participation)
- 1999 : Park Fiction (acteur)
- 2003 : Golden Lemons (documentaire), (participation)
- 2003 : Klappling (court-métrage, réalisation : Franz Wanner), (acteur)
- 2007 : Übriggebliebene ausgereifte Haltungen (documentaire), (participation)
- 2008 : Ein flüchtiger Moment (court-métrage), (acteur)
- 2012 : Wir werden immer weitergehen (documentaire) (participation)